# Lycaste sandrae
Lycaste sandrae är en orkidéart som beskrevs av Henry Francis Oakeley. Lycaste sandrae ingår i släktet Lycaste och familjen orkidéer. Inga underarter finns listade i Catalogue of Life.